# Nel gorgo del peccato (miniserie televisiva)
Nel gorgo del peccato è una miniserie televisiva italiana trasmessa nel 1987 su Rai 1.